# Fundacja Zabytki Polskiego Nieba
Fundacja Zabytki Polskiego Nieba – polska fundacja zajmująca się rekonstrukcją zabytkowych samolotów i przywracaniem ich do stanu lotnego, odzyskiwaniem dokumentacji i świadectw historii lotnictwa oraz prowadzeniem działalności edukacyjnej w zakresie historii awioniki, założona w 2008 roku przez Jana i Stanisława Borowskich, spokrewnionych z pilotem Janem Borowskim. 
Fundacja udostępnia swoje zbiory w muzeach, na piknikach lotniczych, wystawach, targach i konferencjach oraz umożliwia wynajem maszyn znajdujących się w jej zbiorach.
Do lutego 2015 Fundacja wykonała następujące prace: 
1. PZL TS-8 Bies - w pełni odrestaurowany
2. Jak-11 - restaurowanie w trakcie, trwa od 2008 r. Samolot pozyskany z pomnika
3. Bąk II - rekonstrukcja, trwają prace warsztatowe
4. RWD-9 - odtwarzanie dokumentacji, przygotowania do rekonstrukcji.
5. PZL-106 Kruk - restaurowanie, trwają prace warsztatowe